# François Vergult
François Vergult (1893. – ?) Európa-bajnok és Eb-bronzérmes belga jégkorongozó kapus, olimpikon.
Az 1913-as jégkorong-Európa-bajnokságon Európa-bajnok lett, az 1914-es jégkorong-Európa-bajnokságon pedig bronzérmes a belga válogatott kapusaként.
Az 1920. évi nyári olimpiai játékokon vett részt és a jégkorongtornán játszott a belga csapatban. A lebonyolítás érdekessége, hogy egyből a negyeddöntőben kezdtek és a svédek voltak az ellenfelek. 8–0-ra kikaptak és egy mérkőzés után véget is ért számukra az olimpia.
A belga CPB volt a klubcsapata.